# دونالد مک‌کینلی
دونالد مک‌کینلی (انگلیسی: Donald McKinlay; ۲۵ ژوئیهٔ ۱۸۹۱ – ۱۶ سپتامبر ۱۹۵۹) بازیکن فوتبال اهل اسکاتلند بود.

## باشگاهی
از باشگاه‌هایی که در آن بازی کرده‌است می‌توان به تیم ملی فوتبال اسکاتلند، باشگاه فوتبال لیورپول، و باشگاه فوتبال پرسکوت کابلس اشاره کرد.

## تیم ملی
وی همچنین در تیم ملی فوتبال اسکاتلند بازی کرده‌است.